# Кеті Марчант
Кеті Марчант (англ. Katy Marchant, нар. 30 січня 1993, Лідс, Велика Британія) — британська велогонщиця, бронзова призерка Олімпійських ігор 2016 року.

## Виступи на Олімпіадах
| Олімпіада           | Дисципліна | Місце |
| ------------------- | ---------- | ----- |
| Ріо-де-Жанейро 2016 | спринт     | 3     |

## Зовнішні посилання
- Кеті Марчант — олімпійська статистика на сайті Sports-Reference.com (англ.) (архівна версія)